# Traves Smikle
Traves Jamie Smikle (* 7. Mai 1992 in Kingston) ist ein jamaikanischer Leichtathlet, der sich auf den Diskuswurf spezialisiert hat. 2022 siegte er bei den NACAC-Meisterschaften und bei den Commonwealth Games und den Panamerikanischen Spielen konnte er jeweils eine Silbermedaille erringen.

## Sportliche Laufbahn
Erste internationale Erfahrungen sammelte Traves Smikle bei den Jugendweltmeisterschaften 2009 in Brixen, bei denen er mit 61,22 m die Bronzemedaille gewann, wie auch bei den Panamerikanischen-Juniorenmeisterschaften in Port of Spain mit 57,18 m wenige Wochen darauf. Bei den CARIFTA-Games 2010 in George Town gewann er mit 58,24 m ein weiter Mal Bronze und auch bei den Zentralamerika- und Karibikspielen (CAC) in Santo Domingo wurde er mit 57,20 m Dritter. Daraufhin nahm er an den Juniorenweltmeisterschaften im kanadischen Moncton teil und belegte dort mit 59,59 m Platz sieben. Bei den CARIFTA-Games 2011 in Montego Bay gewann er mit 18,58 m die Silbermedaille im Kugelstoßen sowie mit 62,84 m Gold im Diskuswurf. Anschließend gewann er auch bei den Panamerikanischen-Juniorenmeisterschaften in Miramar mit neuem Meisterschaftsrekord von 66,58 m.
2012 gewann Smikle bei den U23-NACAC-Meisterschaften in Irapuato mit 62,11 m die Goldmedaille und qualifizierte sich auch für die Olympischen Spiele in London, bei denen er mit 61,85 m in der Qualifikationsrunde ausschied. 2013 nahm er ursprünglich an der Sommer-Universiade in Kasan teil, wurde aber im Nachhinein disqualifiziert. Kurz danach wurde er auf eine nicht veröffentlichte verbotene Substanz getestet und daraufhin bis 2015 gesperrt. 2017 qualifizierte er sich erstmals für die Weltmeisterschaften in London und belegte dort im Finale mit 64,04 m Rang acht. 2018 nahm er zum ersten Mal an den Commonwealth Games im australischen Gold Coast teil und gewann dort mit 63,98 m die Silbermedaille hinter seinem Landsmann Fedrick Dacres und vor dem Zyprioten Apostolos Parellis. Anschließend gewann er bei den Zentralamerika- und Karibikspielen in Barranquilla mit 64,68 m die Bronzemedaille und bei den NACAC-Meisterschaften in Toronto mit 65,46 m die Silbermedaille hinter Dacres. Bei den Panamerikanischen Spielen 2019 in Lima gewann er mit 65,02 m die Silbermedaille hinter Landsmann Fedrick Dacres und schied anschließend bei den Weltmeisterschaften in Doha mit 62,93 m in der Qualifikationsrunde aus. 2021 nahm er an den Olympischen Spielen in Tokio teil, verpasste dort aber mit 59,04 m den Finaleinzug. 
2022 siegte er mit 63,97 m beim Internationalen Pfingstsportfest Rehlingen und gelangte anschließend bei den Weltmeisterschaften in Eugene mit 62,23 m im Finale auf Rang zwölf. Daraufhin siegte er bei den NACAC-Meisterschaften in Freeport mit einer Weite von 62,89 m und sicherte sich zudem bei den Commonwealth Games in Birmingham mit 64,58 m die Bronzemedaille hinter dem Australier Matthew Denny und Lawrence Okoye aus England. Im Jahr darauf siegte er mit 67,07 m beim USATF Los Angeles Grand Prix sowie mit 65,36 m beim USATF NYC Grand Prix. Anschließend gelangte er bei den Weltmeisterschaften in Budapest mit 61,90 m im Finale auf den elften Platz. 2024 nahm er an den Olympischen Sommerspielen in Paris teil und gelangte dort mit 64,96 m im Finale auf Rang zehn.
In den Jahren 2011 und 2012 sowie 2019, 2022 und 2023 wurde Smikle jamaikanischer Meister im Diskuswurf.

## Persönliche Bestleistungen
- Kugelstoßen: 16,28 m, 9. März 2013 in Spanish Town
- Diskuswurf: 68,14 m, 11. Februar 2023 in Kingston